# Occupation japonaise des îles Gilbert
1941–1945
Entités précédentes :
- Îles Gilbert et Ellice

Entités suivantes :
- Îles Gilbert et Ellice

L'occupation japonaise des îles Gilbert est une période de l'Histoire des Kiribati, entre 1941 et 1945, lorsque les forces impériales japonaises ont occupé une partie des îles Gilbert pendant la Seconde Guerre mondiale, dans le théâtre de la guerre du Pacifique.
De 1941 à 1943, les forces de la marine impériale japonaise ont occupé les îles Gilbert et de 1942 à 1945 Ocean Island, où se trouvait le quartier-général de la colonie des îles Gilbert et Ellice (GEIC).

## Préparatifs à l'invasion
Le 29 novembre 1941, l'opération Gi (pour îles Gilbert) fut décidée au sein de la 4e flotte japonaise qui appareilla de Truk, quartier-général du mandat des mers du Sud. Le vaisseau amiral était le mouilleur de mines Okinoshima, accompagné des mouilleurs de mines Tsugaru, Tenyo Maru, du croiseur Tokiwa, du transport Nagata Maru, et escorté par les Asanagi et Yūnagi de la 29e (section 1) division de destroyers. Le Chitose Air Group assura la couverture aérienne de l'opération. Le 2 décembre 1941, le Okinoshima reçut le signal « Montez le mont Niitaka 1208 », signifiant le commencement des hostilités le 8 décembre. L'Okinoshima arriva à Jaluit et embarqua la 51e force de la garde des FNSD. Le navire appareilla de Jaluit le 6 décembre pour rejoindre les destroyers Asanagi et Yūnagi le 8 décembre.

## Îles Gilbert du Nord
L'occupation japonaise des îles Gilbert du Nord pourrait s'échelonner sur trois périodes :
- du 10 décembre 1941 au 16 août 1942, avec une occupation japonaise limitée aux îles Makin (aujourd'hui Butaritari et Makin) jusqu'au raid des Marines. Pendant cette première période, seul Butaritari était une garnison japonaise comprenant une base d'hydravions ;
- du 20 août 1942 à mars 1943, avec une augmentation progressive de l'expansion vers le Sud, y compris Tarawa et Abemama, ainsi que Nauru en dehors des Gilberts, devenant des places fortes avec des aérodromes ;
- la dernière phase, avant la fin de l'occupation, de mars à la fin de la bataille de Tarawa et de la bataille de Makin le 23 novembre 1943.

Le jour de leur attaque sur Pearl Harbor, les forces militaires japonaises à bord du navire Okinoshima, servant de navire amiral à l'amiral Kiyohide Shima dans l'opération Gi (l'invasion des îles Gilbert), s'étaient déployées depuis Jaluit avec une force navale spéciale de débarquement embarqué. Du 9 au 10 décembre, l'Okinoshima soutint les débarquements japonais sur Makin et sur Tarawa, et le 24 décembre, la prise d'Abaiang. La 51e force de la garde de l'atoll de Jaluit occupa le 10 décembre 1941 (heure locale 00 h 45) Makin et le 11 décembre Little Makin, puis plus tard Abaiang et Marakei, dans le nord des îles Gilbert. Les Japonais saisirent immédiatement les Coastwatchers néo-zélandais de Makin. En deux jours, une base d'hydravions fut construite sur le lagon de Makin par le Nagata Maru.
Quelques heures avant l'occupation de Makin, le 10 décembre 1941, les mêmes militaires de débarquement japonais (DesDiv 29 / Section 1, Asanagi et Yūnagi) se rendirent à Tarawa, où ils rassemblèrent les Européens pour les informer qu'ils ne pouvaient pas quitter l'atoll sans l'autorisation de la marine, le commandant Kiyohide Shima. Les Japonais détruisirent tous les moyens de transport et saccagèrent la station commerciale de Burns Philp, puis partirent pour l'atoll de Makin.

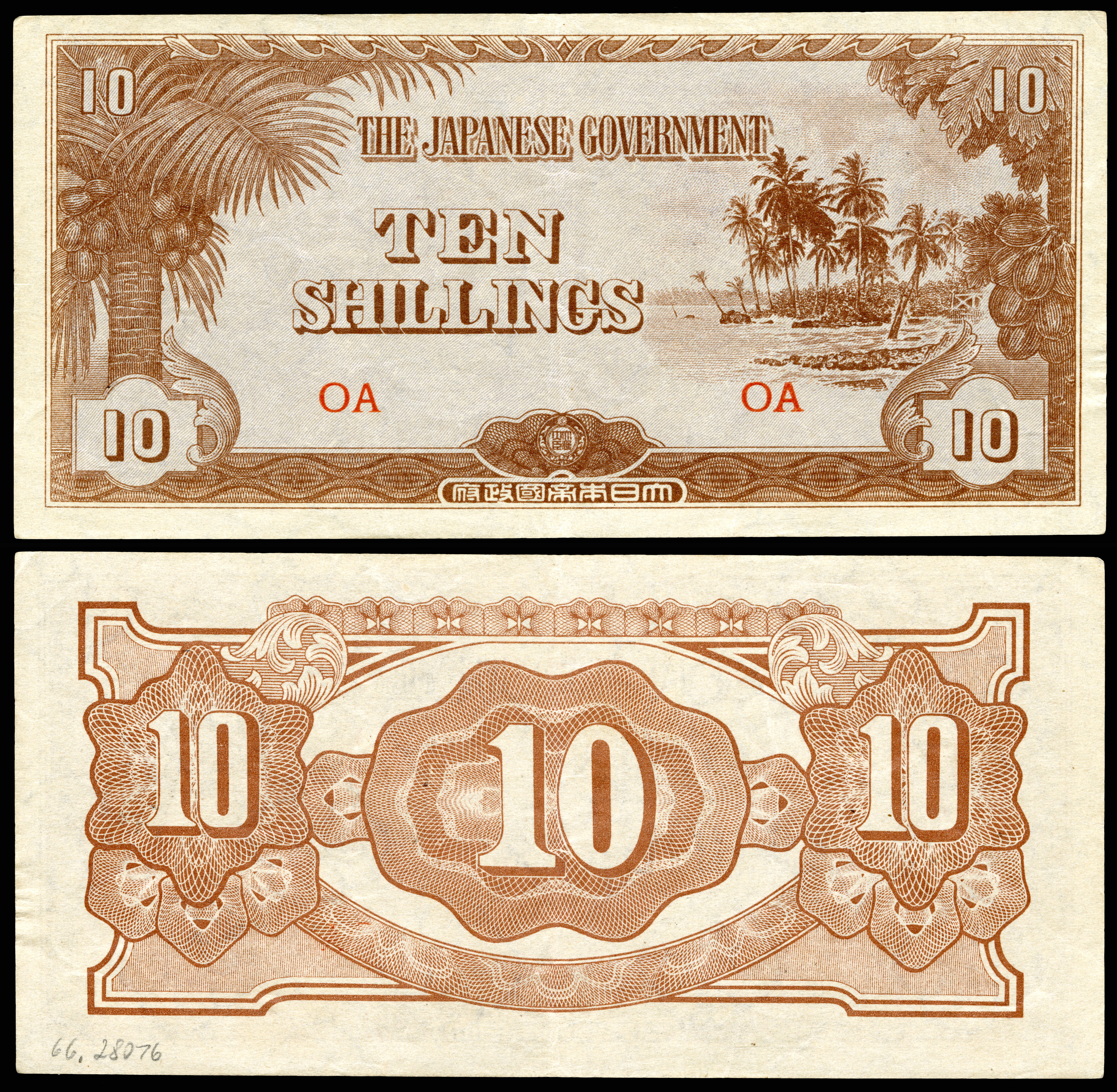
10 shillings de la monnaie d'occupation japonaise en 1942.

Le 31 août 1942, les troupes japonaises occupent également Abemama. En septembre, certaines îles éloignées du centre et du sud ont également été brièvement visitées ou occupées (Tamana étant la plus méridionale), notamment pour avoir détruit le réseau Coastwatchers, dont le siège se situe à Beru. Le 15 septembre 1942, les forces japonaises occupèrent Tarawa et commencèrent à fortifier l'atoll, principalement l'îlot Betio où elles construisirent Hawkins Field, un aérodrome. En réponse, le 2 octobre 1942, les forces américaines occupèrent les îles Ellice et débutèrent la construction d'aérodromes sur Funafuti, Nukufetau et Nanumea comme base d'opérations contre l'occupation japonaise dans les îles Gilbert et Marshall.
Le 27 mars 1943, un avion japonais attaqua pour la première fois le nouvel aérodrome américain de Funafuti.

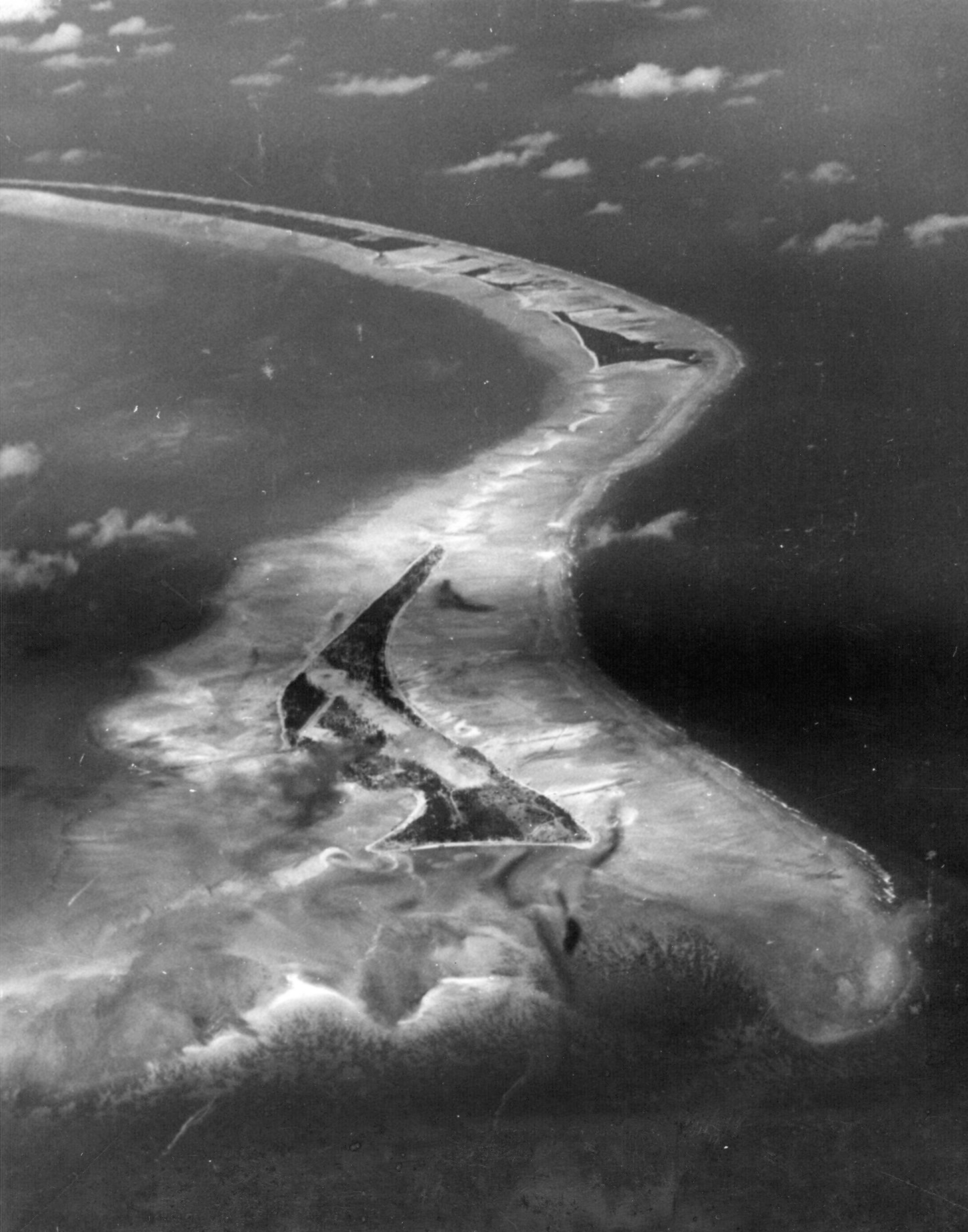
Vue aérienne de Betio en septembre 1943.

Le 6 novembre 1943, la 7e force aérienne américaine établit sa base de quartier général avancée à Funafuti, pour préparer l'opération Galvanic qui sera menée du 20 au 23 novembre avec les batailles de Makin et de Tarawa.

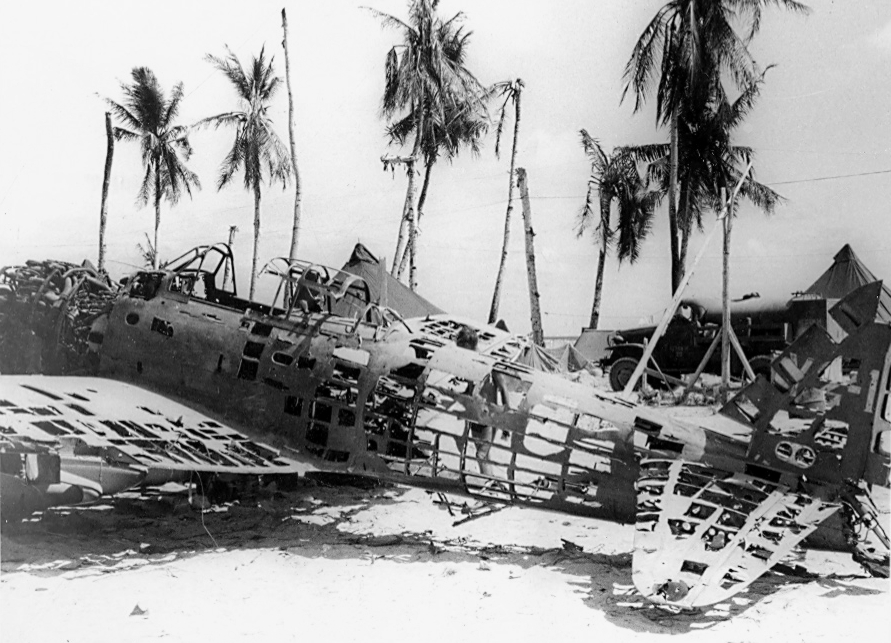
Avion japonais Aichi D3A crashé à Tarawa en 1943.

Le contre-amiral Keiji Shibazaki fut tué le 20 novembre 1943, en tant que dernier commandant de la 3e force de base spéciale japonaise — en garnison sur l'île de Betio — et des îles Gilbert, Nauru et Ocean Island. L'amiral Carl Henry Jones (1893-1958) devint par la suite le commandant américain de la sous-zone des îles Gilbert (du 18 décembre 1943 au 1er octobre 1944), à la fin de cette bataille.

## Ocean Island
En juillet 1941, l'Australie et la Nouvelle-Zélande ont évacué les personnes à charge des employés de la British Phosphate Commission d'Ocean Island.
Le 8 décembre 1941, un hydravion japonais Kawanishi H6K largue six bombes sur le siège du gouvernement sur Ocean Island. En février 1942, le destroyer de la FNFL Le Triomphant évacua les Européens et les Chinois restants d'Ocean Island. Les forces japonaises occupèrent l'île à partir du 26 août 1942. La quasi-totalité des habitants (excepté 143 à 160 Banabans) seront déportés à Nauru, Tarawa, Truk ou Kosrae, jusqu'à la fin de la Seconde Guerre mondiale en 1945. Le 20 août 1945, les troupes japonaises assassinèrent les 150 Banabans restant sur Ocean Island. Un seul homme, Kabunare Koura, survécut au massacre. Le 21 août, les troupes australiennes reprirent l'île aux Japonais. Avant la fin de l'année, les 280 Banabans ayant survécu à l'occupation de Nauru, Tarawa, Kosrae ou Truk furent réinstallés sur l'île de Rabi, aux Fidji.

## Commandants japonais
- 9 décembre 1941 - 1942, capitaine Shigetoshi Miyazaki (en) (宮 崎 重 敏, IJNAF) (1897-1942), a commandé l'opération des îles Gilbert dans sa phase initiale
- 1942 - 17 août 1942, adjudant Kyuzaburō Kanemitsu (?-1942), commandant dans l'atoll de Makin, tué lors du raid de Makin[7] ;
- Septembre 1942 - 22 février 1943, commandant Keisuke Matsuo (en) (松尾 景 輔) (1890?-1943), commandant du 6e FNSD Yokosuka (Force de base n ° 6, basée à Kwajalein), commandant localement la force à Tarawa ;
- 22 février 1943 - juillet 1943, contre-amiral Saichirō Tomonari (友 成 佐 市 郎) (1887-1962), commandant à Tarawa, pour les îles Gilbert, Nauru et Ocean Island ;

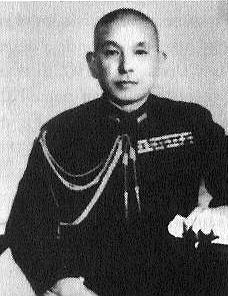
Keiji Shibasaki, le dernier commandant japonais.

- Septembre 1943 - 20 novembre 1943, contre-amiral Keiji Shibasaki (1894-1943)
  - L'occupation japonaise prend fin sur les îles Gilbert le 23 novembre 1943.
  - L'occupation japonaise prend fin sur Banaba le 21 août 1945.

En raison de la distance entre Kwajalein et Tarawa, le 15 février 1943, les îles Gilbert, Banaba et Nauru furent retirées de la 6e force de base à Kwajalein et remplacées sous la nouvelle « 3e force de base spéciale » avec un quartier général à Betio ; l'amiral Tomonari remplaçant Matsuo. En raison de la perte de son commandement, Matsuo fit hara-kiri le 2 mai 1943.